# تل دم
تل دم (به عربی: تل دم) یک روستا در سوریه است که در ناحیه سنجار واقع شده‌است. تل دم ۹۴ نفر جمعیت دارد.